# 120P/Мюллера
Комета Мюллера 1 (120P/Mueller) — короткопериодическая комета из семейства Юпитера, которая была обнаружена 18 октября 1987 года американским астрономом Джин Мюллер с помощью 1,22-метрового телескопа Шмидта Паломарской обсерватории. Она была описана как диффузный объект 17,0 m звёздной величины с центральной конденсацией и небольшим хвостом, протянувшимся на 30 " угловых секунд. Комета обладает довольно коротким периодом обращения вокруг Солнца — чуть менее 8,43 года.

Орбита кометы Мюллера 1 и её положение в Солнечной системе

Первую орбиту к 27 февраля рассчитал Дэниэл Э. Грин на основании 6 позиций, полученных в период с 18 по 24 октября. В итоге оказалось, что комета прошла точку перигелия 18 октября 1987 года на расстоянии 2,707 а. е. от Солнца и имела период обращения 8,21 года. По мере удаления от Земли комета постепенно теряла яркость и к 13 февраля 1988 года исчезла окончательно. В следующий раз комету ожидали увидеть в перигелии в апреле 1996 года.
Восстановить комету удалось 30 июля 1995 года американскому астроному Джеймсу Скотти с помощью 0,91-метрового телескопа обсерватории Китт-Пик в виде звёздоподобного объекта магнитудой 22,2 m. Текущие позиции кометы указывали, что прогноз требовал корректировки всего на -0,75 суток. Наблюдения за кометой продолжались вплоть до 14 декабря 1996 года.

## Сближения с планетами
Несмотря на то, что комета пересекает орбиту Юпитера, в течение XX и XXI веков комета лишь дважды должна подойти к этой планете на расстоянии менее 1 а. е.
- 0,27 а.е от Юпитера 24 декабря 1957 года;
- 0,46 а. е. от Юпитера 28 марта 2100 года.